# Dirka
 Ovo je glavno značenje pojma Dirka. Za mozaik u Vatikanu pogledajte Dirka (mozaik).
Dirka (starogrčki: Δίρκη izgovoreno Dirke, moderni grčki izgovor Dirki što znači "dvostruk" ili "rascijepljen"), Likova žena u grčkoj mitologiji, tetka Antiope koja je zatrudnjela sa Zeusom. Antiopa je od srama pobjegla kralju Epopeju iz Sikiona, ali ju je Lik na silu odveo natrag. Na tom povratku rodila je blizance Amfiona i Zeta. Dirka je mrzila Antiopu, te se prema njoj odnosila okrutno nakon što ju je Lik dao Dirki. Antiopa je naposljetku uspjela pobjeći Dirki.
U Euripidovom djelu Antiopa ona bježi natrag u pećinu u kojoj su rođeni Amfion i Zeto, a koji sada ondje žive kao odrasli muškarci. Oni ne vjeruju njenim tvrdnjama kako je ona njihova majka i odbijaju njene molbe za utočištem. No, kada Dirka dolazi pronaći Antiopu kako bi je ubila, blizanci postanu uvjereni u riječi pastira koji ih je odgojio, a koji im je rekao kako je Antiopa njihova majka. Oni zatim ubijaju Dirku vezavši je za bikove rogove.
Dirka je bila posvećena bogu Dionizu, koji je načinio izvor vode na mjestu Dirkine pogibije. To se mjesto nalazilo ili na planini Kiteron ili u Tebi, a lokalna tradicija nalagala je odlazećem tebanskom hiparhu da se zakune svojim nasljednikom na njezinom grobu. 

## Dirka u rimskoj kulturi
Dirkina smrt prikazana je u mramornoj skulpturi Farneški bik koja se danas nalazi u Nacionalnom arheološkom muzeju u Napulju. Skulptura je rimska kopija iz 1. stoljeća n. e. nastala prema helenističko-grčkom originalu iz 2. stoljeća pr. Kr. Kolosalno djelo prvi put je iskopano u 16. stoljeću u Karakalinim termama. Neki znanstvenici smatraju djelo s Dirkom i bikom identično onome spomenutom u Plinijevoj Prirodnoj povijesti, no drugi to osporavaju.
Ova je scena očigledno često izvođena u spektaklima u rimskoj areni. Klement u svojoj prvoj Poslanici Korinćanima prepričava kako su kršćanke bile mučene.
Kroz zavist kojom su Danaide i Dirka bile progonjene, nakon što su pretrpile strašne i neizrecive muke, dovršile su put svoje vjere s postojanošću. Iako su bile slabe u tijelu, primile su plemenitu nagradu.